# Hành lang nhân đạo
Hành lang nhân đạo là một dạng của khu vực phi quân sự được đề xuất để cho phép vận chuyển an toàn các viện trợ nhân đạo, và/hoặc đưa người tị nạn ra khỏi vùng khủng hoảng. Những hành lang này có thể   liên quan với vùng cấm bay hoặc vùng cấm lái xe.
Nhiều "hành lang nhân đạo" được đề xuất trong thời kỳ hậu chiến tranh lạnh, đưa ra bởi một hoặc nhiều bên tham chiến, hoặc bởi cộng đồng quốc tế trong trường hợp can thiệp nhân đạo.
Hành lang nhân đạo được áp dụng thường xuyên trong Nội chiến Syria.

## Những "hành lang nhân đạo" đã được đề xuất
- Trận Mariupol (2022)
- Chiến tranh Israel–Hamas 2008-2009
- Nội chiến Libya (2011)